# Regéc
Regéc là một thị trấn thuộc hạt Borsod-Abaúj-Zemplén, Hungary. Thị trấn này có diện tích 27,21 km², dân số năm 2010 là 98 người, mật độ 4 người/km².